# Bazylika Chrystusa Króla w Paoli
Bazylika Chrystusa Króla w Paoli (malt. Il-Bażilika ta’ Kristu Re, ang. Basilica of Christ the King) – rzymskokatolicki kościół parafialny wybudowany w latach 1923–1959, znajdujący się przy Pjazza Antoine de Paule w miejscowości Paola (malt. Raħal Ġdid) na Malcie, w południowo-wschodniej części wyspy o tej samej nazwie.
Świątynia jest największym kościołem na Malcie, a od kwietnia 2020 roku nosi honorowy tytuł bazyliki mniejszej. Budynek wpisany jest do maltańskiego rejestru zabytków NICPMI (National Inventory of the Cultural Property of the Maltese Islands) – nr rej. 00640.

## Historia

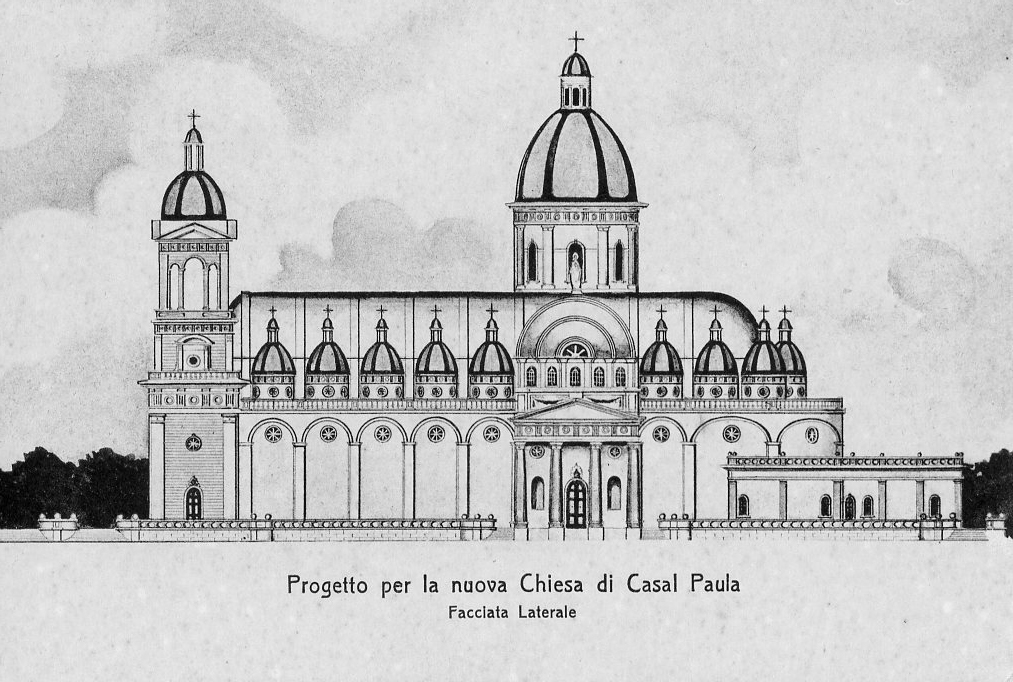
Projekt świątyni

Samodzielną parafię w miejscowości Paola erygował w 1910 roku biskup Pietro Pace. Rolę pierwszej świątyni parafialnej pełnił kościół św. Ubaldeski, który wkrótce jednak stał się zbyt mały, aby pomieścić gwałtownie rosnącą liczbę wiernych przybywających z pobliskich Trzech Miast (Birgu, Isli i Bormli) i osiedlających się w Paoli. Postanowiono wznieść nowy, większy kościół, który jednocześnie miał być formą upamiętnienia Międzynarodowego Kongresu Eucharystycznego, który odbył się na Malcie w 1913 roku.
Pod budowę nowej świątyni wybrano obszar zwany Tal-Borġ położony w obecnym centrum miasta. Inwestycję oficjalnie rozpoczęto 1 kwietnia 1923 roku, stawiając w tym miejscu krzyż. Rok później, 24 lutego 1924 roku, wmurowano kamień węgielny pod budowę kościoła. Projekt świątyni wykonał maltański architekt, Ġużè Damato. Do jej budowy Damato jako pierwszy na Malcie zastosował żelbet – materiał, który poznał od francuskich inżynierów w czasie, gdy mieszkał w Tunezji.
Już w lipcu 1928 roku w kościele zaczęto odprawiać niedzielne msze święte, choć jego budowa wciąż trwała i nie miał on jeszcze dachu. W kwietniu 1936 roku do nowej świątyni przeniesiono Najświętszy Sakrament. Lata II wojny światowej spowodowały przerwę w pracach budowlanych, które zostały ostatecznie ukończone 13 grudnia 1959 roku. Na głównej kopule kościoła ustawiono wówczas wielki, marmurowy krzyż. Rok później arcybiskup Mikiel Gonzi poświęcił pięć dzwonów sprowadzonych z ludwisarni Johna Taylora w Wielkiej Brytanii, które zawisły w południowej dzwonnicy kościoła.
Świątynia, jak i parafia, pierwotnie nosiła wezwanie Najświętszego Serca Pana Jezusa, które jednak zostało zmienione na wniosek mieszkańców miasta w 1967 roku. Kościół pod nowym wezwaniem Chrystusa Króla konsekrował 3 czerwca 1967 arcybiskup Gonzi.
5 kwietnia 2020 roku papież Franciszek podniósł świątynię do godności bazyliki mniejszej. Z tej okazji na portyku nad wejściem głównym postawiono marmurowy krzyż papieski o wysokości ponad 3 metrów.

## Architektura i wyposażenie

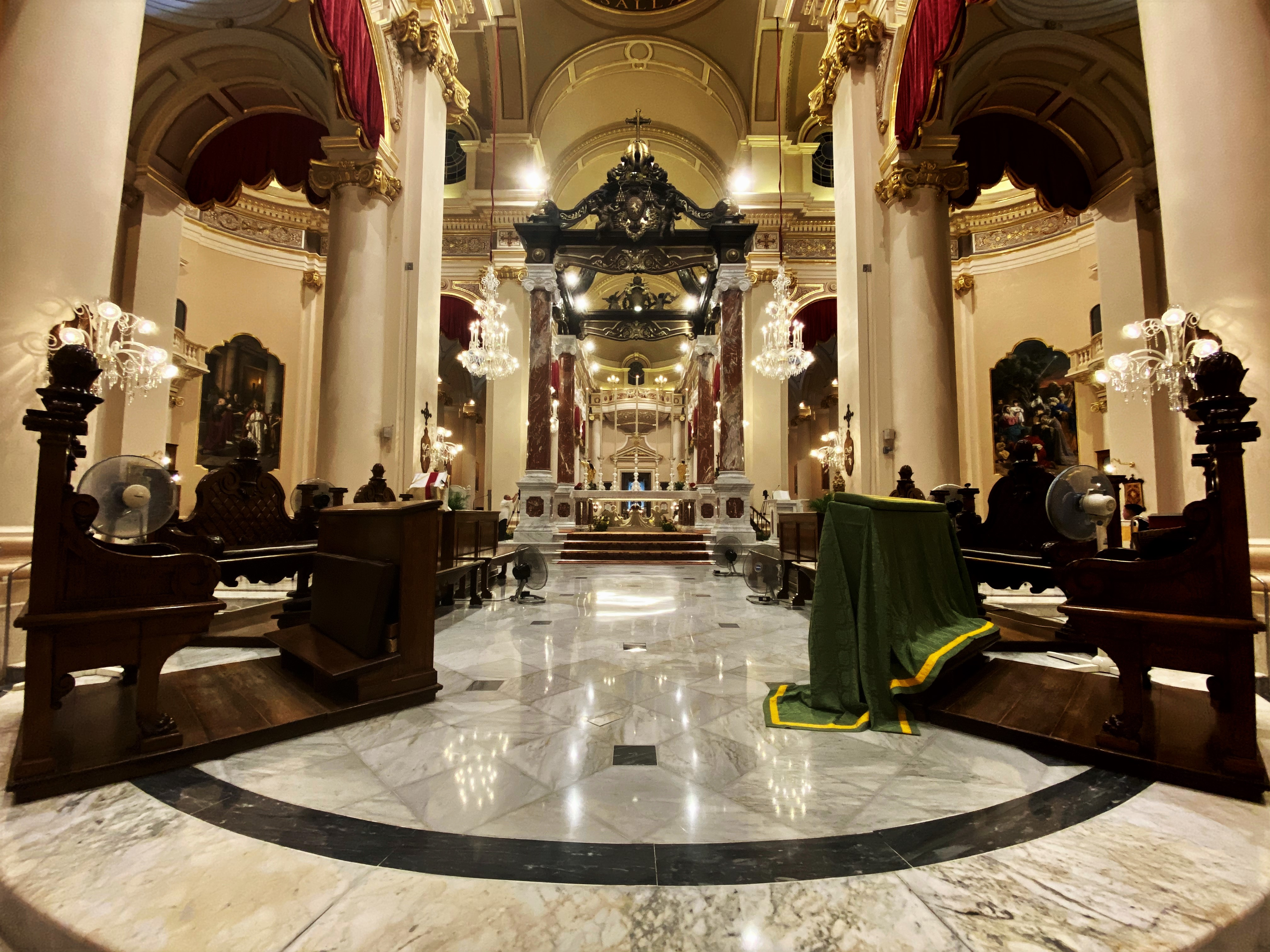
Wnętrze świątyni (2020)

Bazylika Chrystusa Króla w Paoli jest monumentalnym budynkiem wzniesionym na rzucie krzyża łacińskiego. Nawa główna ma 83 m długości i 26 m szerokości, zaś długość transeptu wynosi 42 m. Całkowita wysokość budowli (wraz z kopułą znajdującą się na przecięciu nawy głównej i transeptu) wynosi 60 m. Dachy naw bocznych oraz prezbiterium kryte są 19 mniejszymi kopułami. Pod główną kopułą znajdują się masywne filary o wysokości 12,8 m, a wzdłuż zewnętrznych elewacji świątyni – 18 betonowych kolumn o wysokości 9,7 m.
Wewnątrz kościoła znajduje się wiele rzeźb, z których część jest używana podczas wielkopiątkowych procesji. Najcenniejsza jest marmurowa figura przedstawiająca Chrystusa Króla, sprowadzona na Maltę w 1932 z włoskiego Bolzano. W prezbiterium nad ołtarzem głównym góruje zaprojektowane w latach 50. XX wieku przez Romeo Ceccottiego i zamontowane w lipcu 2020 roku cyborium z wykonanym z brązu baldachimem wspartym na czterech ważących po ok. 2,5 tony kolumnach z marmuru kararyjskiego i marmuru Rosso Francia. Baldachim zdobią figury ośmiu aniołów podtrzymujących 4 herby (papieża Piusa X, papieża Piusa XI, papieża Franciszka oraz arcybiskupa Charlesa Scicluny) oraz kula zwieńczona pozłacanym krzyżem. Łączna waga konstrukcji przekracza 7 ton.
W bazylice znajdują się również największe ograny piszczałkowe na Malcie. Są to 76-głosowe organy romantyczne o 4 manuałach składające się z 7 sekcji i niemal 3500 piszczałek.
W południowej dzwonnicy kościoła zawieszonych jest współcześnie 12 dzwonów: 6 ufundowanych i wykonanych w Anglii przez zakład John Taylor & Co oraz 6 mniejszych dzwonów (kurantów) wykonanych w Holandii.

## Galeria

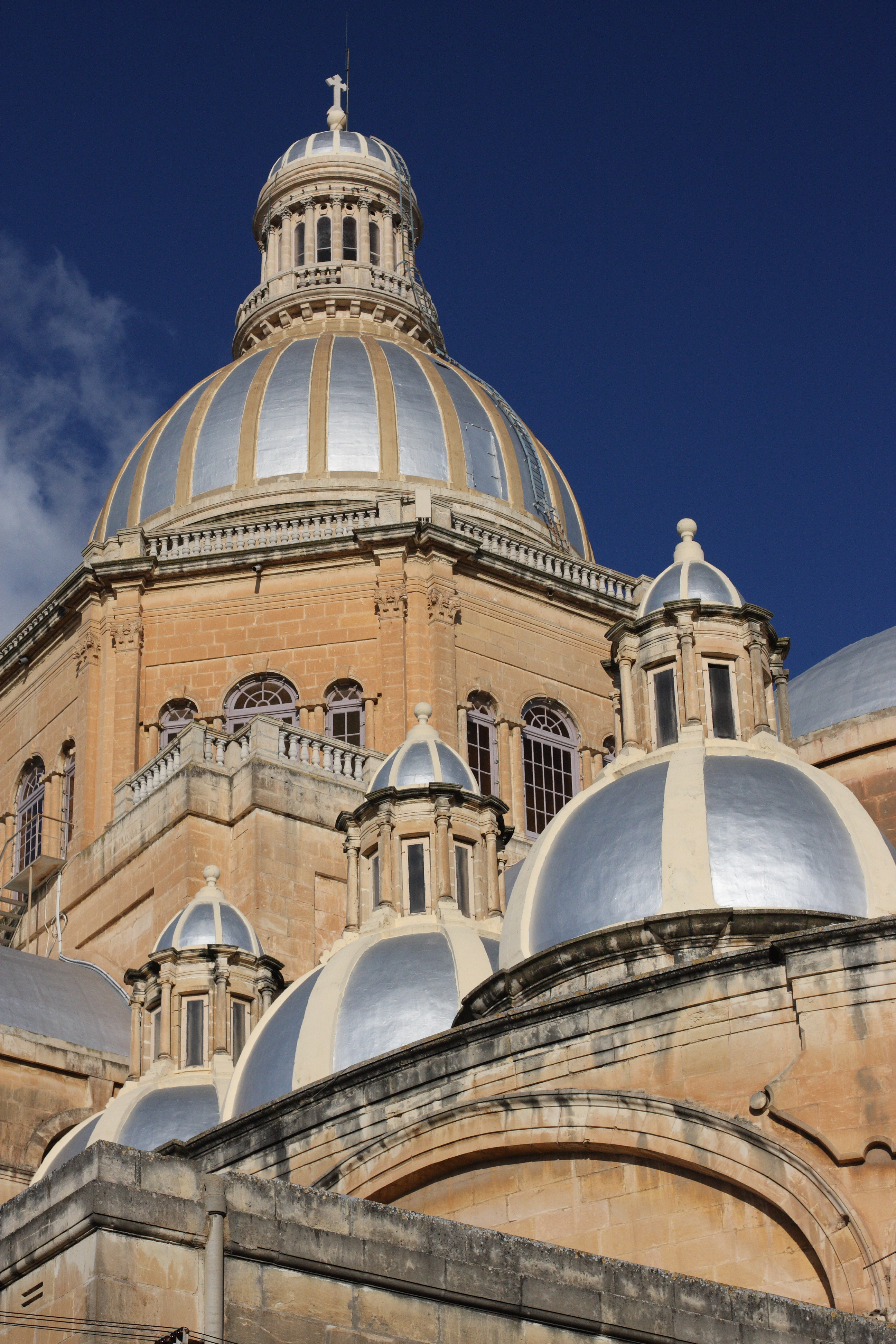
Kopuły bazyliki (2011)
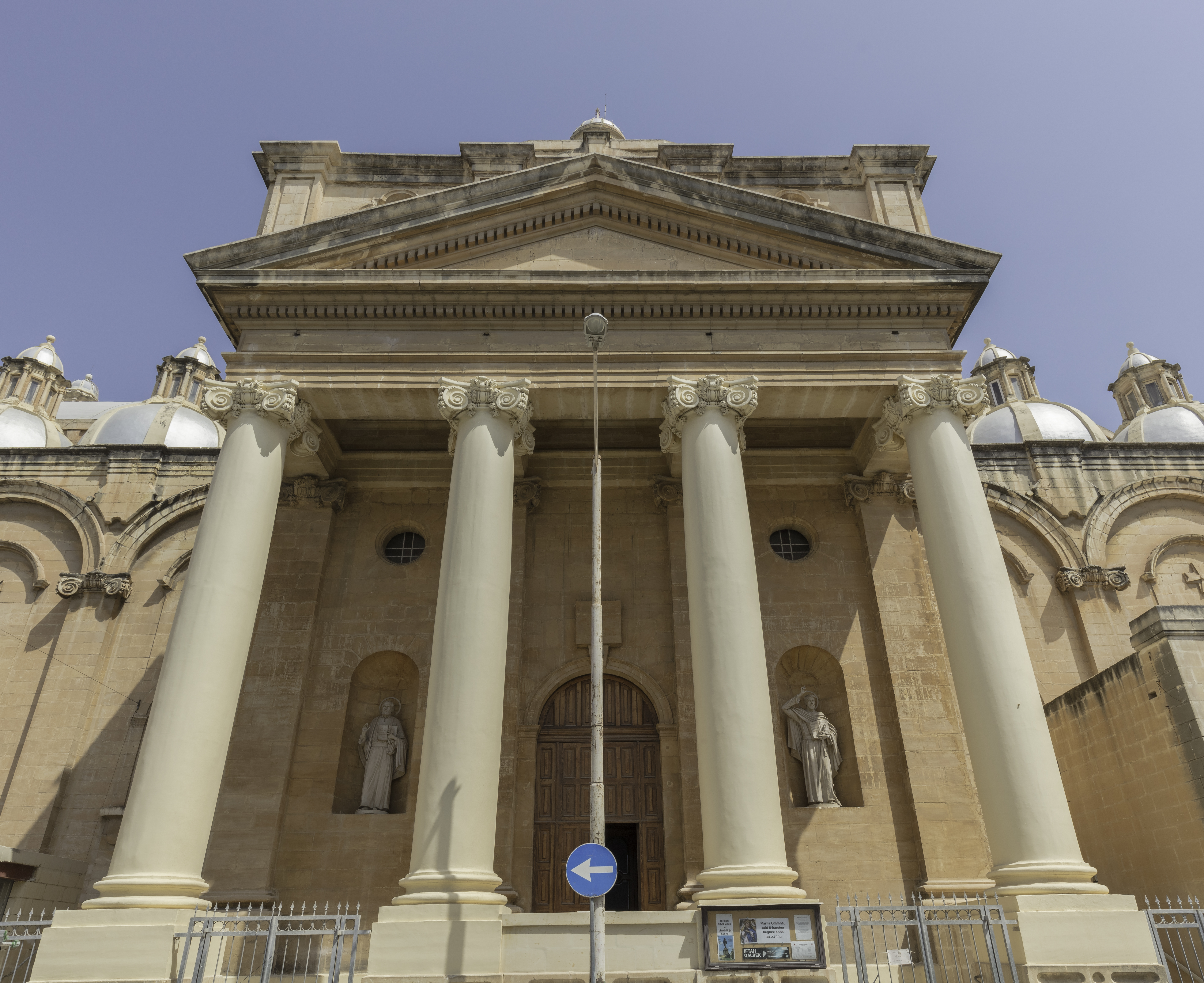
Południowe wejście do bazyliki (2021)
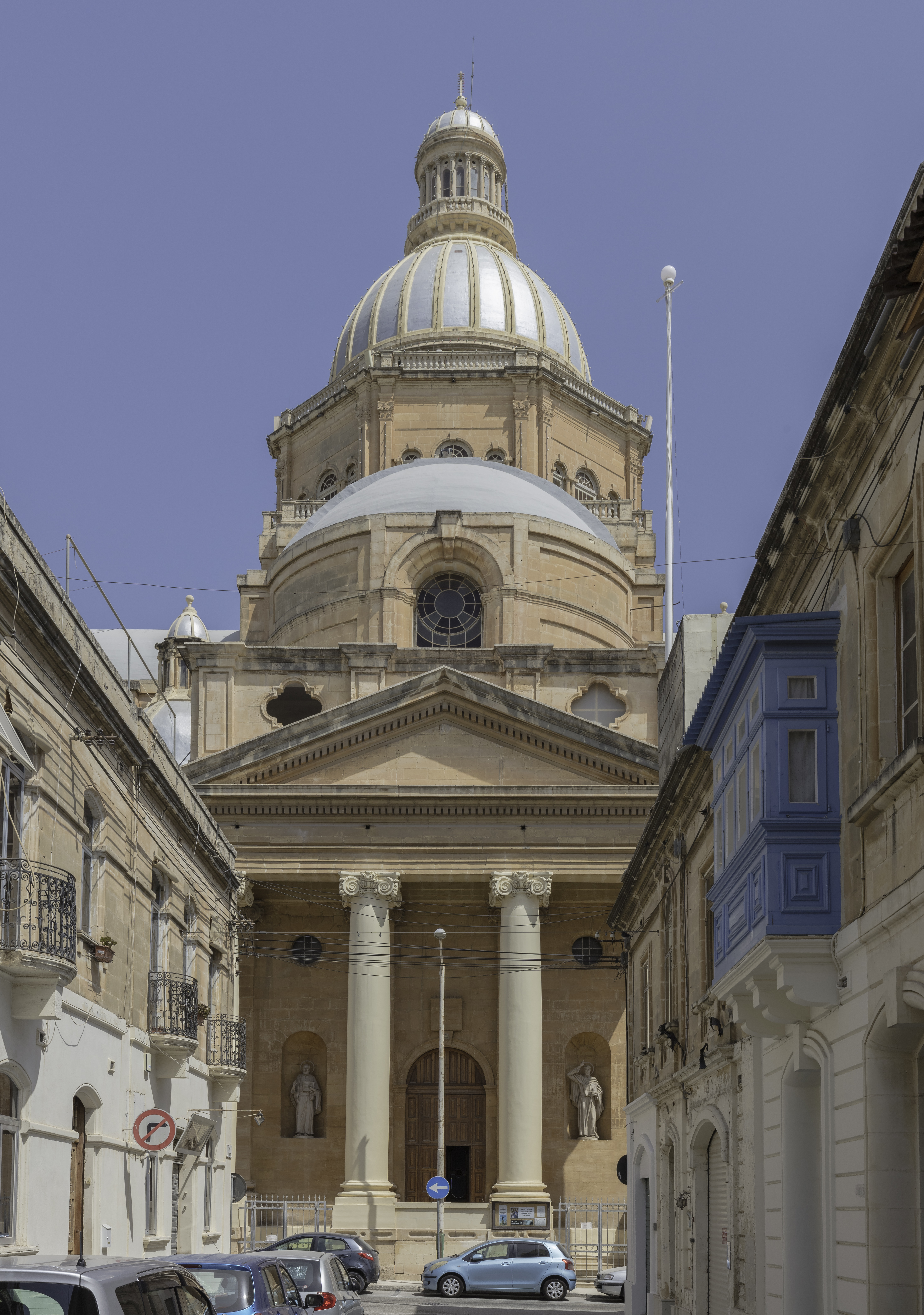
Widok świątyni od południa (2021)
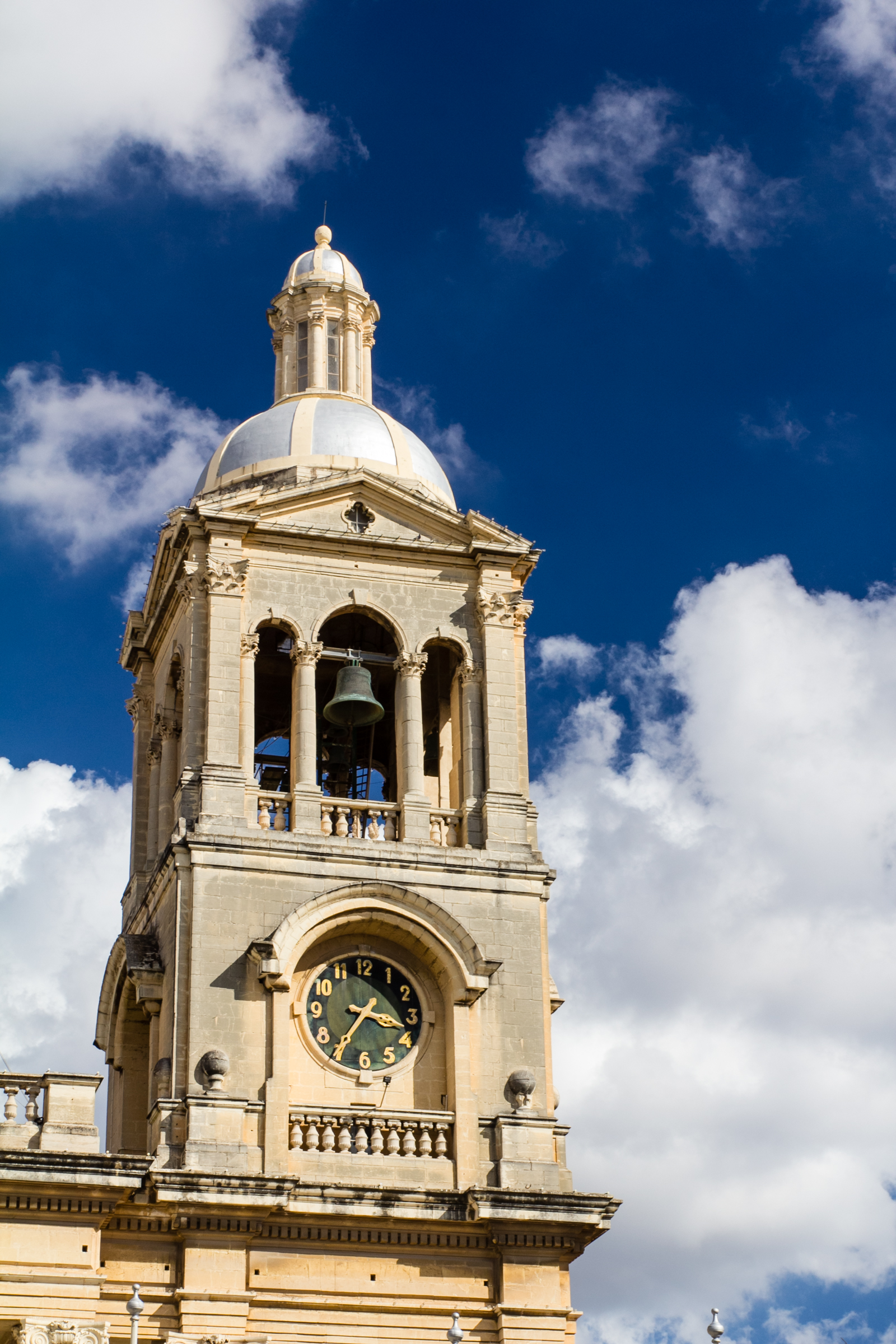
Dzwonnica (2015)
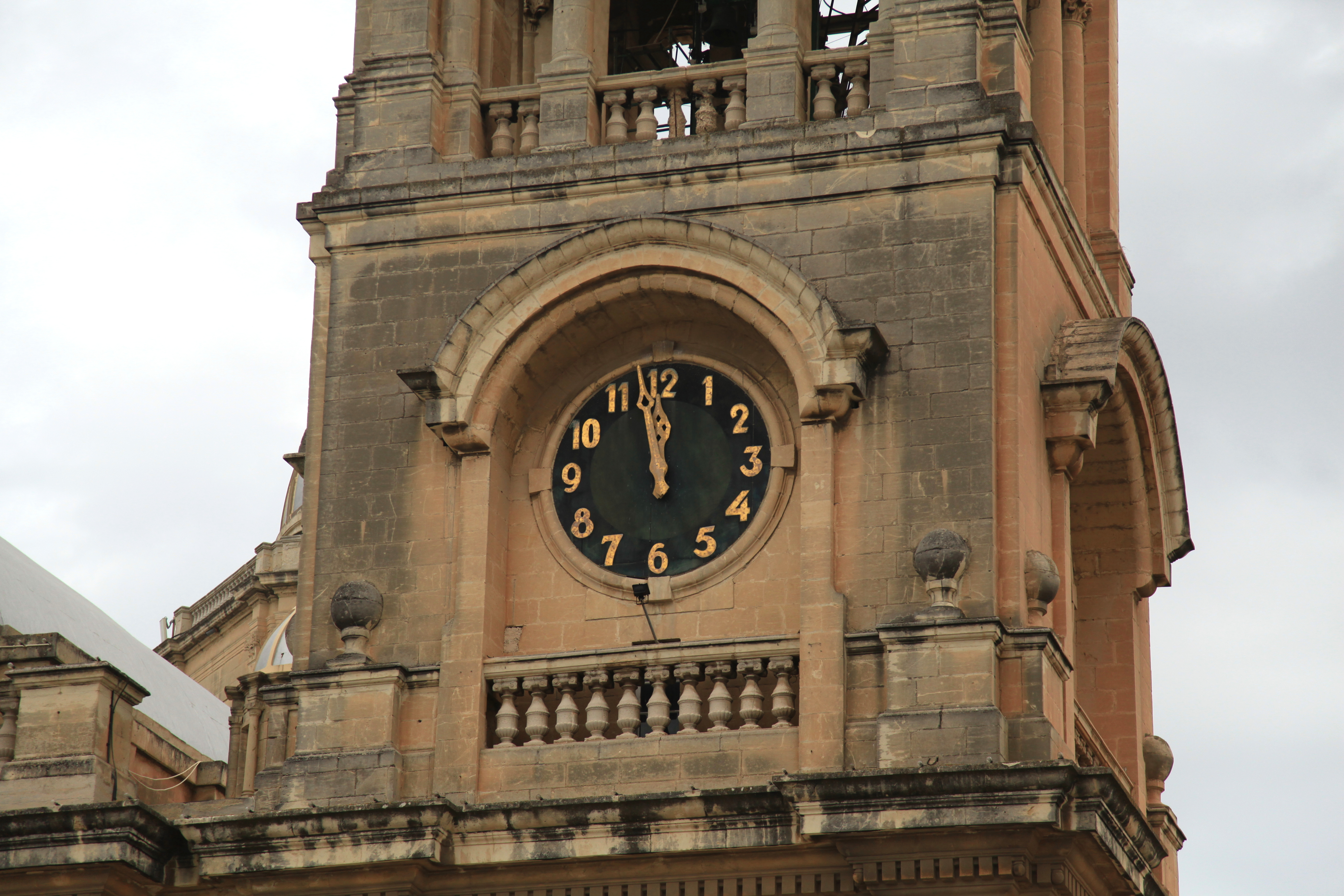
Zegar na dzwonnicy (2013)
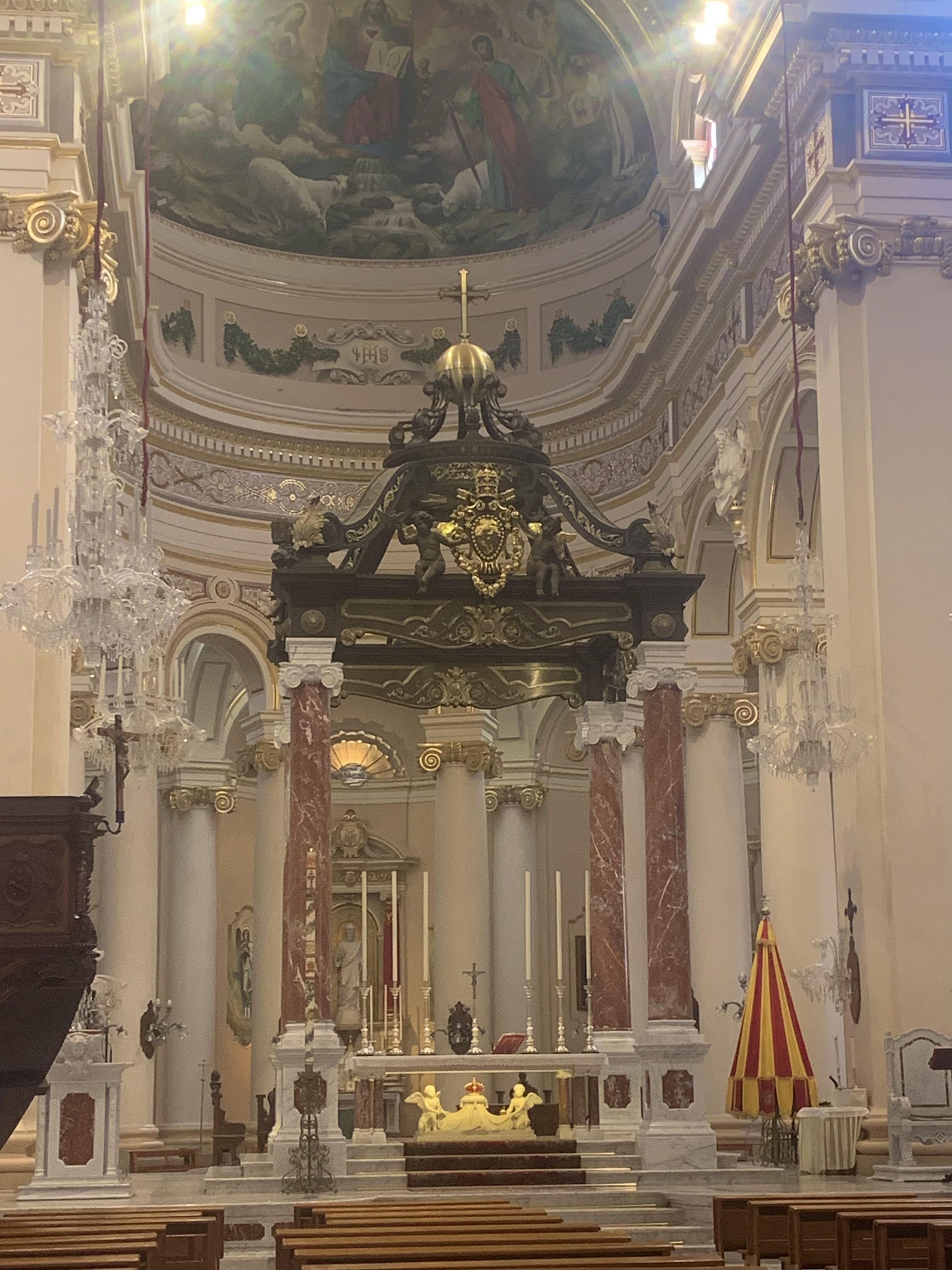
Baldachim nad ołtarzem głównym (2022)